# Santa Eulàlia d’Encamp

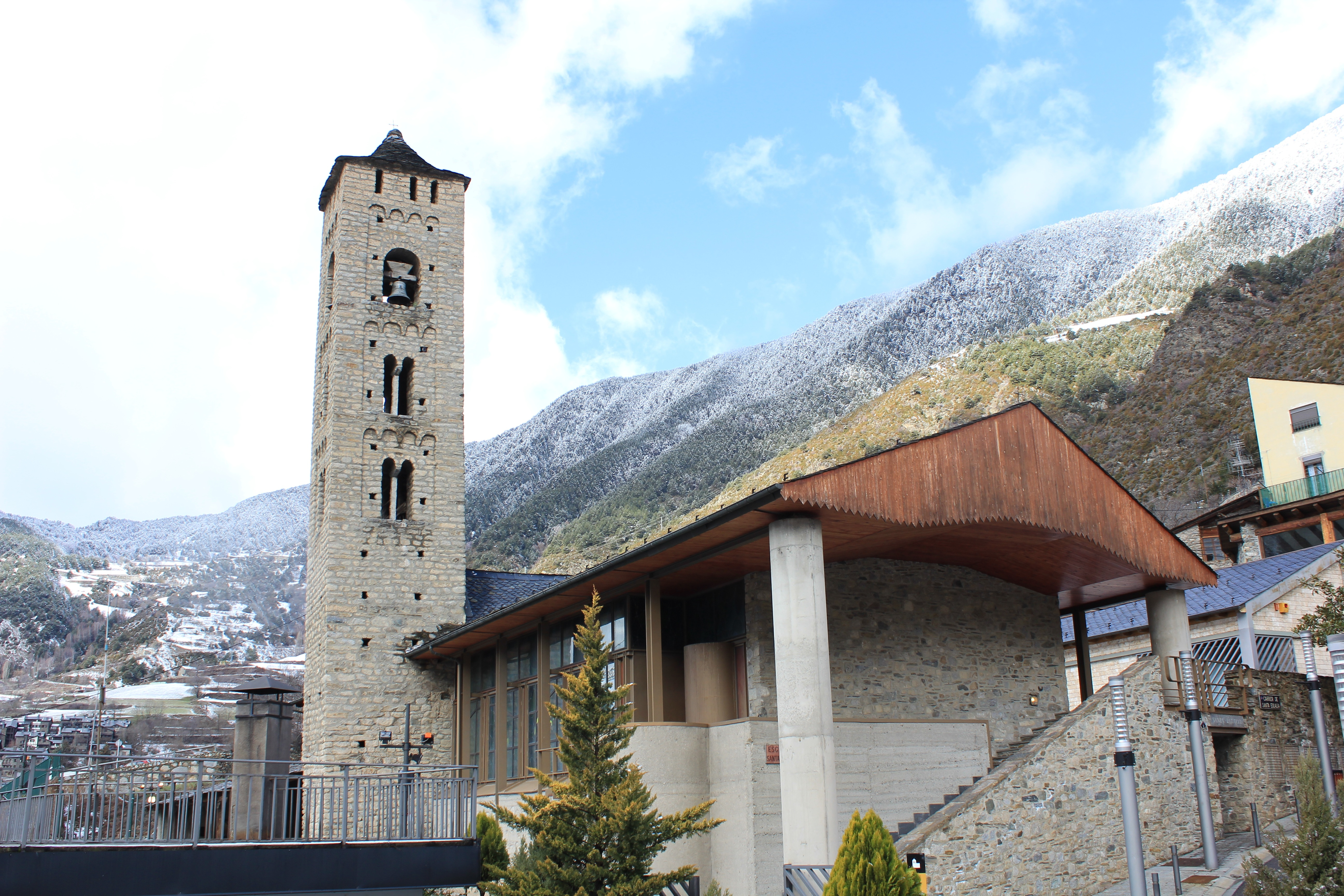
Pfarrkirche Santa Eulàlia d’Encamp nach Erweiterung

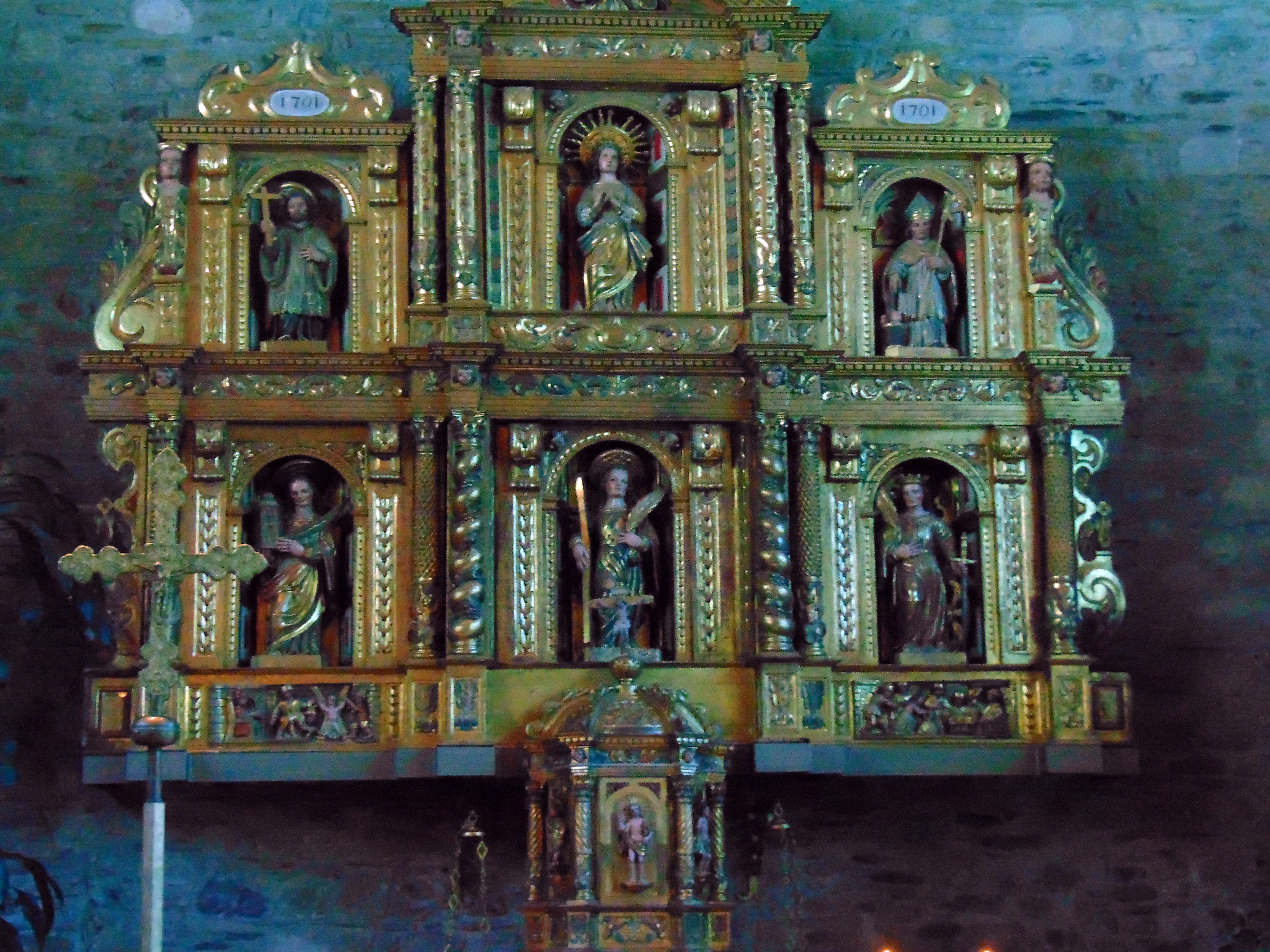
Barockes Altarretabel

Santa Eulàlia d’Encamp (katalanisch Església de Santa Eulàlia) ist die Pfarrkirche von Encamp im Fürstentum Andorra.
Der lombardische Glockenturm im romanischen Stil ist mit 23 Metern der höchste seiner Art in Andorra. Er hat einen quadratischen Grundriss mit einer Seitenlänge von 4 Metern und ist mit einem zeltartigen Pyramidendach bedeckt, das durch ein schmiedeeisernes Kreuz bekrönt ist. Unter der Leitung des Architekten Cèsar Martinell wurde er in den 1970er Jahren restauriert und verstärkt.
In der Kirche befinden sich ein Portal aus dem 14. Jahrhundert und ein kleines Portal (das einzige, das im Land noch erhalten geblieben ist), an dem im 16. Jahrhundert bei Sturm gebetet wurde. Das romanische Taufbecken stammt aus dem 12. Jahrhundert, die drei barocken Retabel aus dem 17. und 18. Jahrhundert. 
Weil die Kirche zu klein geworden war, wurde sie in den Jahren 1987 bis 1989 auf etwa die doppelte Größe erweitert. Dabei sollte sich die Architektur der Erweiterung in das Bestehende einfügen, aber auch deutlich als Bau der Moderne erkennbar sein. Das Kirchenschiff wurde in den bestehenden Fluchten verlängert, ein durchgehender Holzfußboden und das beide Teile überdeckende flach geneigte mit Schiefer gedeckte Satteldach betonen die Zusammengehörigkeit der beiden Bauteile. Während aber der alte Teil der Kirche stark wandbetont ist und nur kleine Fensteröffnungen hat, ist der hinzu gekommene Teil durch große Glasflächen lichtdurchflutet. Die Mauerreste der 1926 wegen Einsturz abgebrochenen Apsis, jetzt etwa in der Mitte der Kirche, wurden freigelegt und bilden nun den Rahmen für das Taufbecken. 
Nördlich wurde an das Kirchengebäude ein Pfarrzentrum mit Mehrzwecksaal angebaut. Architekten der Erweiterung waren Josep Martorell, Oriol Bohigas und David Mackay. Die Gesamtbaukosten entsprachen etwa 16 Mio. DM. 
Die Bleiglasfenster wurden im Rahmen der Anbauarbeiten neu gefasst.
Der Glockenturm und die Teile der ursprünglichen romanischen Kirche sind denkmalgeschützt und seit 12. Juni 2003 auf der Gesetzesgrundlage Llei del patrimoni cultural d’Andorra eingetragen.

## Nachweise
1. ↑  Ohne Vorbild – Thomas Winkelbauer: Erweiterung der romanischen Kirche Sta. Eulalia, Encamp (Andorra). In: db Deutsche Bauzeitung, 10/1991 (Kirche), S. 64–69.
2. ↑  Llei 9/2003, del 12 de juny, del patrimoni cultural d’Andorra. In: Butlletí Oficial del Principat d’Andorra. Band 55, 2003, S. 1887 (consellgeneral.ad [PDF]).

Koordinaten: 42° 32′ 5,2″ N, 1° 34′ 36″ O